# 페레이니힝
페레이니힝(Vereeniging)은 남아프리카 공화국 하우텡주에 위치한 도시이다. 페레이니힝은 "협동" 또는 "단결"을 뜻한다.
1892년 발강 북쪽 제방에 신설되었으며 인근에 탄광이 발견되면서 크게 발전했다. 제2차 보어 전쟁 때 영국군이 이 곳 인근에 대규모 수용소를 세웠고 1902년 이 곳에서 평화 협정이 체결되면서 제2차 보어 전쟁이 종식되었다. Emfuleni Local Municipality의 구성원으로 해당지자체의 규모는 인구 721,663명에 면적 966 km2이다. 해당 지자체는 요하네스버그와 인접해있다.